# بیمارستان پارس (شیراز)
بیمارستان پارس واقع در استان فارس، شهرستان شیراز بیمارستانی است خصوصی و درمانی با ظرفیت 200 تخت ثابت که در سال ۱۳۵۱ خورشیدی تأسیس گردید.
هم اکنون این بیمارستان دارای بخش‌های اورژانس، ارتوپدی، جراحی عمومی، چشم، ENT، جراحی ترمیمی، جراحی زنان و زایمان، اتاق عمل، زایشگاه، لیبر و دیگر واحدهای پاراکلینیکی و درمانگاهی می‌باشد.